# Imogen Poots
Imogen Gay Poots (Londres; 3 de junio de 1989) es una actriz y modelo británica. Sus papeles más destacados son como Tammy en la película 28 Weeks Later (2007) y de Julia en la película Need for Speed (2014).

## Biografía
Poots nació en Londres, Inglaterra (Reino Unido), hija de Fiona Goodall, periodista, y Trevor Poots, productor de televisión londinense. Asistió a la Latymer Upper School de Londres. Es miembro de la YoungBlood Theatre Company.

## Carrera
Su primera aparición en el cine fue como la joven Valerie Page en la exitosa película de 2006 V for Vendetta. Alcanzó fama por el papel de Tammy en la película británica 28 Weeks Later. En 2014 interpretó el papel de Julia Maddon en la cinta Need for Speed, basada en el videojuego del mismo nombre. En 2015 apareció en la película de terror Green Room, en el papel de Amber.

## Filmografía

### Cine
| Año  | Título                                 | Papel                     | Notas        |
| ---- | -------------------------------------- | ------------------------- | ------------ |
| 2006 | V for Vendetta                         | Joven Valerie             |              |
| 2007 | 28 Weeks Later                         | Tammy Harris              |              |
| 2007 | Wish                                   | Jane                      | Cortometraje |
| 2008 | Me and Orson Welles                    | Lorelei Lathrop           |              |
| 2009 | Cracks                                 | Poppy                     |              |
| 2009 | Waking Madison                         | Alexis                    |              |
| 2009 | Solitary Man                           | Allyson Karsch            |              |
| 2010 | Centurion                              | Arianne                   |              |
| 2010 | Chatroom                               | Eva                       |              |
| 2011 | Jane Eyre                              | Blanche Ingram            |              |
| 2011 | Fright Night                           | Amy Peterson              |              |
| 2011 | Rule Number Three                      | Rachel                    | Cortometraje |
| 2011 | Comes a Bright Day                     | Mary Bright               |              |
| 2012 | A Late Quartet                         | Alexandra Gelbart         |              |
| 2013 | Greetings from Tim Buckley             | Allie                     |              |
| 2013 | Jimi: All Is by My Side                | Linda Keith               |              |
| 2013 | Filth                                  | Amanda Drummond           |              |
| 2013 | The Look of Love                       | Debbie Raymond            |              |
| 2014 | That Awkward Moment                    | Ellie                     |              |
| 2014 | A Long Way Down                        | Jess Crichton             |              |
| 2014 | Need for Speed                         | Julia Maddon              |              |
| 2014 | She's Funny That Way (Lío en Broadway) | Isabella "Izzy" Patterson |              |
| 2015 | Knight of Cups                         | Della                     |              |
| 2015 | Green Room                             | Amber                     |              |
| 2015 | A Country Called Home                  | Ellie                     |              |
| 2016 | Frank & Lola                           | Lola                      |              |
| 2016 | Popstar: Never Stop Never Stopping     | Ashley                    |              |
| 2016 | Das Versprechen                        | Elizabeth Haysom (voz)    |              |
| 2017 | Friday's Child                         | Joan                      |              |
| 2017 | Sweet Virginia                         | Lila                      |              |
| 2017 | Mobile Homes                           | Ali                       |              |
| 2017 | I Kill Giants                          | Karen                     |              |
| 2019 | The Art of Self-Defense                | Anna                      |              |
| 2019 | Vivarium                               | Gemma                     |              |
| 2019 | Castle in the Ground                   | Anna                      |              |
| 2019 | Black Christmas                        | Riley Stone               |              |
| 2020 | The Father                             | Laura                     |              |

### Televisión
| Año  | Título                   | Papel          | Notas                    |
| ---- | ------------------------ | -------------- | ------------------------ |
| 2004 | Casualty                 | Alice Thornton | Episodio: "Love Bites"   |
| 2008 | Miss Austen Regrets      | Fanny Knight   | Película para televisión |
| 2010 | Bouquet of Barbed Wire   | Prue Sorenson  | Miniserie; 3 episodios   |
| 2010 | Christopher and His Kind | Jean Ross      | Película para televisión |
| 2016 | Roadies                  | Kelly Ann      | 10 episodios             |
| 2020 | Y                        | Hero Brown     |                          |
| 2022 | Outer Range              | Autumm         |                          |

## Premios y nominaciones
| Año  | Premio                                      | Categoría                           | Trabajo nominado                | Resultado |
| ---- | ------------------------------------------- | ----------------------------------- | ------------------------------- | --------- |
| 2007 | British Independent Film Awards             | Actriz más prometedora              | 28 Weeks Later                  | Nominada  |
| 2012 | Hamptons International Film Festival        | Actriz revelación                   | Knight of Cups                  | Ganadora  |
| 2013 | British Independent Film Awards             | Mejor actriz de reparto             | The Look of Love                | Nominada  |
| 2016 | Fright Meter Award                          | Mejor actriz de soporte             | Greem Room                      | Nominada  |
| 2018 | Laurence Olivier Award                      | Mejor actriz en un papel secundario | Who's Afraid of Virginia Woolf? | Nominada  |
| 2019 | 52.ª edición del Festival de Cine de Sitges | Mejor interpretación femenina       | Vivarium                        | Ganadora  |